# Go Hard
Go Hard è un singolo di DJ Khaled, pubblicato nel 2008 e interpretato insieme ai rapper Kanye West e T-Pain. Il brano è stato estratto dall'album We Global.

## Tracce
- Download digitale

1. Go Hard (featuring Kanye West & T-Pain) – 4:32